# Легкий кулемет

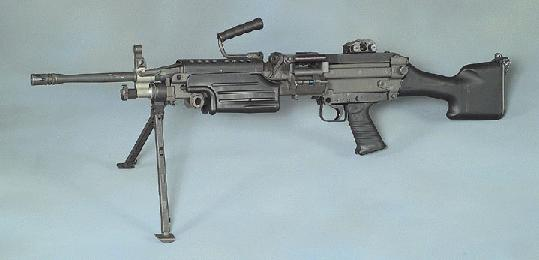
Бельгійський легкий кулемет FN Minimi 1982 року.

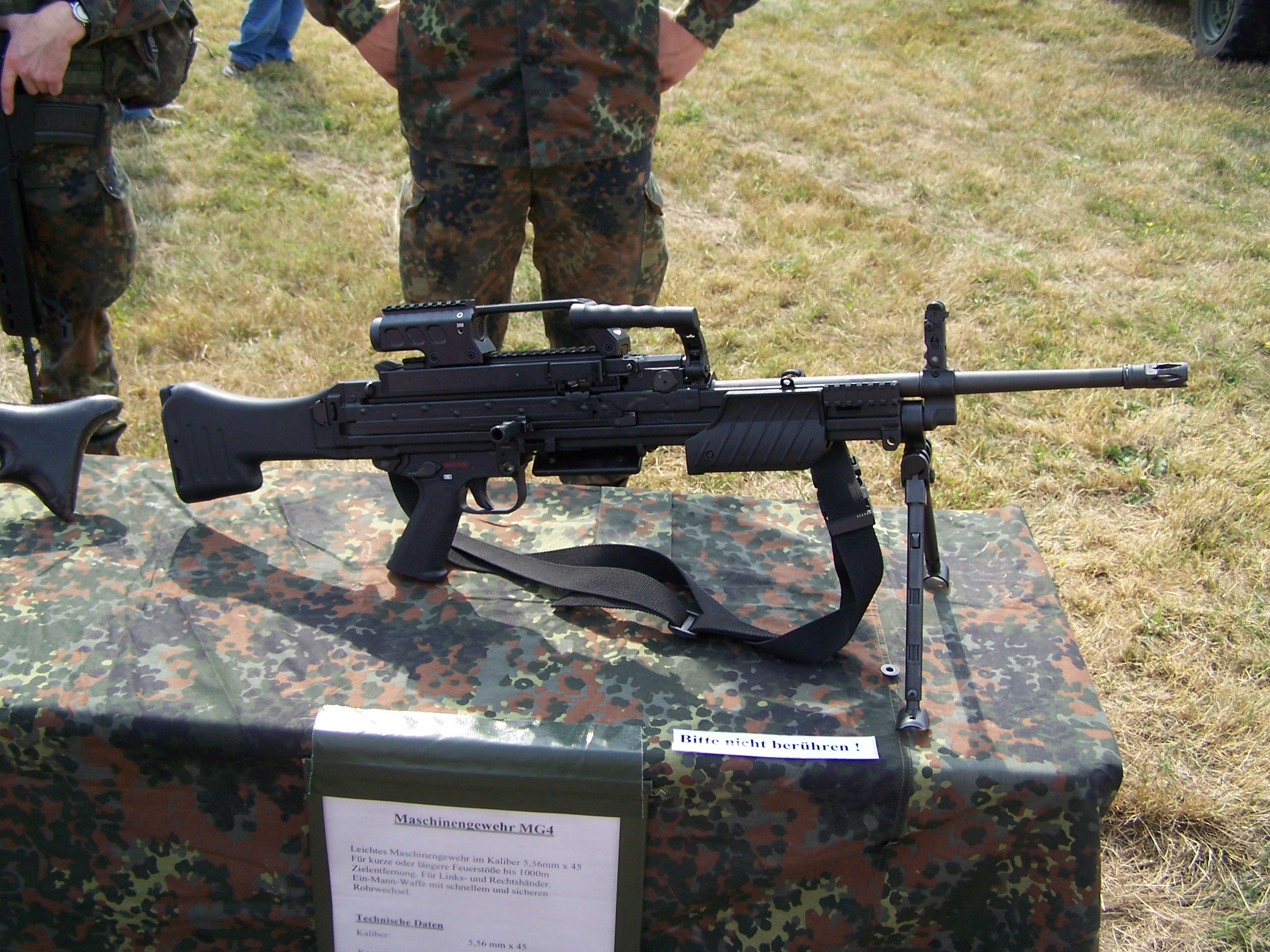
Німецький легкий кулемет Heckler & Koch MG4 виробництва компанії Heckler & Koch 2005 року.

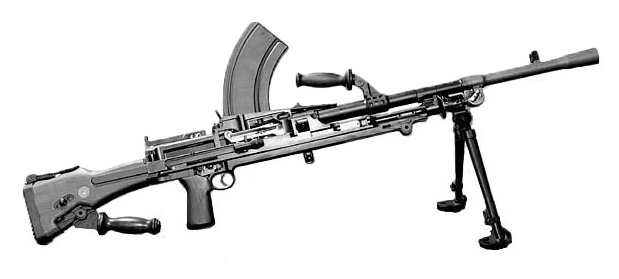
Британський легкий кулемет Bren 1938 року.

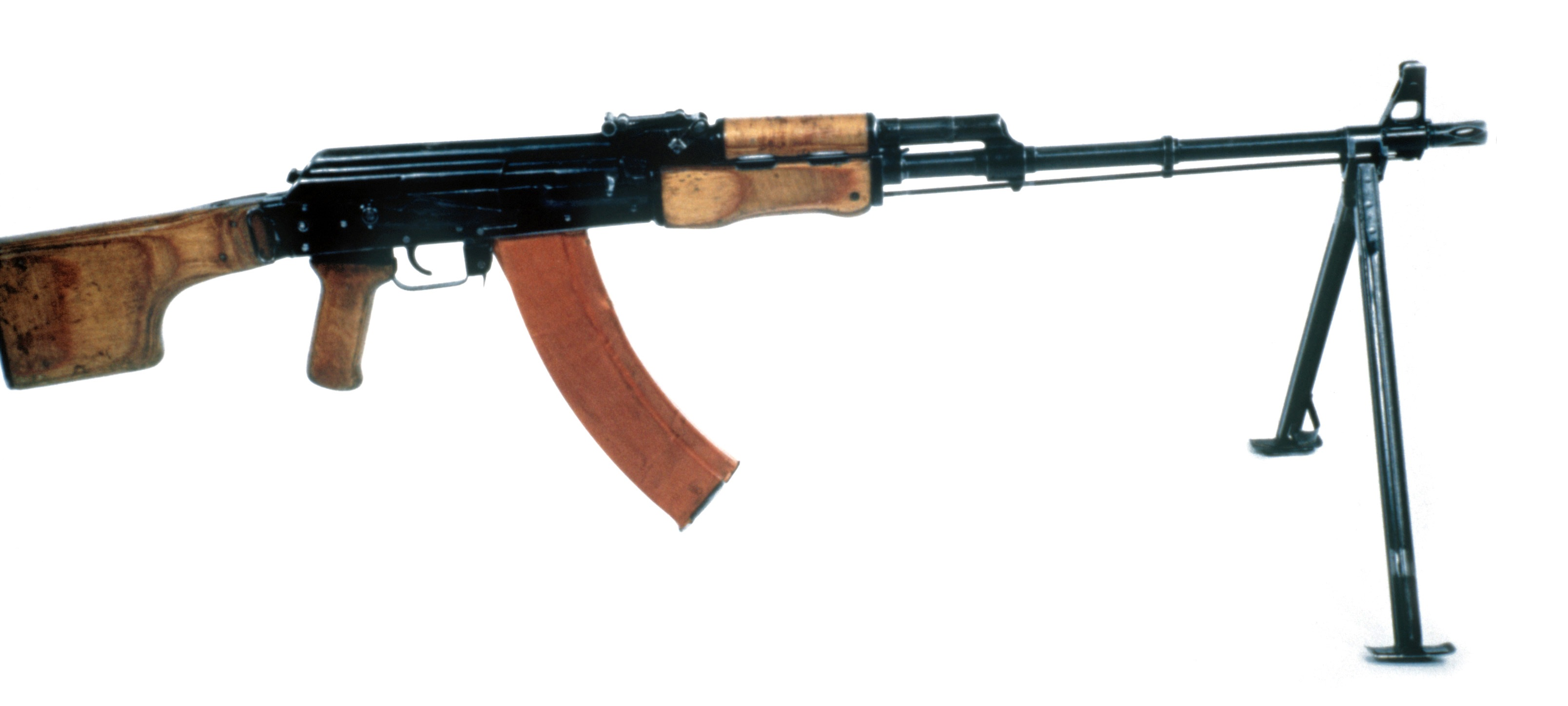
Радянський РПК-74 1974 року.

Легкий кулемет, також ручний кулемет — автоматична зброя, різновид кулемета, який переноситься на полі бою одним кулеметник, дає можливість вести прицільну стрільбу без використання збройового станка та призначений для знищення живої сили і ураження вогневих засобів противника. Легкі кулемети знаходяться на озброєнні механізованих (піхота, мотопіхота) відділень, єдині — взводів і рот.

## Дія кулемета
Дія автоматики більшості сучасних ручних кулеметів базується на використанні відбою ствола при його короткому ході або на принципі відведення порохових газів через отвір у стінці ствола. Постачання кулемета набоями відбувається зі стрічки чи магазина. Стрільба з кулемета може вестись короткими (до 10 пострілів), довгими (до 30 пострілів) чергами, безперервно, а у деяких кулеметів — ще й поодиноким вогнем або чергою фіксованої довжини.
Охолодження ствола, як правило, повітряне. Для ведення прицільної стрільби кулемети комплектуються прицілами (механічними, оптичними, нічними). Обслуга кулемета складається з одної, двох і більше кулеметників.

## Швидкострільність
| Зброя                                 | Скорострільність (постр./хв) | Скорострільність (постр./хв) |
| Зброя                                 | Технічна                     | Бойова                       |
| ------------------------------------- | ---------------------------- | ---------------------------- |
| Пістолет-кулемет                      | 400-1000                     | 40-120                       |
| Автоматична гвинтівка                 | 400-900                      | 40-65                        |
| Легкий кулемет                        | 500-1000                     | 60-150                       |
| Станковий кулемет                     | 600-800                      | 150-300                      |
| Зенітний кулемет                      | 500-1000                     | 80-300                       |
| Зенітна гармата                       | 200-1000                     | 200-1000                     |
| Гаубиця, Гармата, Безвідкотна гармата | —                            | 2-6                          |
| Міномет                               | —                            | 5-25                         |

## Порівняння властивостей легкихкулеметівдеякихкраїн
| Порівняння властивостей ручних кулеметів | Порівняння властивостей ручних кулеметів | Порівняння властивостей ручних кулеметів | Порівняння властивостей ручних кулеметів | Порівняння властивостей ручних кулеметів | Порівняння властивостей ручних кулеметів | Порівняння властивостей ручних кулеметів |
| Тип ручного кулемета (Країна)            | Калібр (мм)                              | Довжина: мм (Довжина ствола: мм)         | Вага, кг                                 | Скорострільність технічна (постр/хв.)    | магазин на к-сть набоїв                  | Принцип дії затвора                      |
| ---------------------------------------- | ---------------------------------------- | ---------------------------------------- | ---------------------------------------- | ---------------------------------------- | ---------------------------------------- | ---------------------------------------- |
| Browning M1918A2 (США)                   | 7,62×63                                  | 1194 (619)                               | 10                                       | 370-600                                  | коробчастий магазин на 20 набоїв         | Відведення порохових газів               |
| Browning wz. 1928 (Польща)               | 7,92×57                                  | 1200 (612)                               | 9,0                                      | 600                                      | коробчастий магазин на 20 набоїв         | Відведення порохових газів               |
| Chatellerault wz. 1924/29 (Франція)      | 7,5                                      | 1080 (500)                               | 9,5                                      | 550                                      | коробчастий магазин на 25 набоїв         | Відведення порохових газів               |
| Кулемет Шоша (Франція)                   | 7                                        | 1150 (450)                               | 8,7                                      | 240                                      | коробчастий магазин на 20 набоїв         | Відбій ствола                            |
| Кулемет ДП (СРСР)                        | 7,62×54                                  | 1266 (605)                               | 8,4                                      | 600                                      | плоский дисковій магазин на 47 набоїв    | Відведення порохових газів               |